# 斯滕庫察鄉
44°54′N 27°50′E / 44.900°N 27.833°E
斯滕庫察鄉（羅馬尼亞語：Comuna Stăncuța, Brăila），是羅馬尼亞的鄉份，位於該國東南部，由布勒伊拉縣負責管轄，面積262平方公里，海拔高度8米，2007年人口3,696，人口密度每平方公里14人。